# Erich Martin Hering
Erich Martin Hering, född 10 november 1893 i Heinersdorf, död 18 augusti 1967 i Östberlin, var en tysk entomolog som specialiserade sig på minerare. 
Hering var kurator på Museum für Naturkunde i Berlin, där hans samlingar av fjärilar, skalbaggar, steklar och tvåvingar finns bevarade. Hans samling av minerarflugor delas av Museum für Naturkunde och jordbruksskolan i Portici, numer en del av Università degli Studi di Napoli Federico II.